# Sportverein Darmstadt 1898 2012-2013
Questa voce raccoglie le informazioni riguardanti lo Sportverein Darmstadt 1898 nelle competizioni ufficiali della stagione 2012-2013.

## Stagione
Nella stagione 2012-2013 il Darmstadt, allenato da Kosta Runjaić, Jürgen Seeberger e Dirk Schuster, concluse il campionato di 3. Liga al 18º posto.

## Rosa
| N. |                        | Ruolo | Calciatore          |
| -- | ---------------------- | ----- | ------------------- |
| 1  | Germania (bandiera)    | P     | Jan Zimmermann      |
| 2  | Germania (bandiera)    | D     | Julian Ratei        |
| 3  | Germania (bandiera)    | D     | Michael Stegmayer   |
| 4  | Turchia (bandiera)     | D     | Cem Islamoglu       |
| 5  | Germania (bandiera)    | D     | Andreas Gaebler     |
| 6  | Germania (bandiera)    | D     | Christian Beisel    |
| 7  | Stati Uniti (bandiera) | A     | Preston Zimmerman   |
| 8  | Germania (bandiera)    | C     | Musa Karli          |
| 9  | Germania (bandiera)    | A     | Marcus Steegmann    |
| 10 | Brasile (bandiera)     | C     | Elton da Costa      |
| 11 | Germania (bandiera)    | C     | Sebastian Zielinsky |
| 13 | Germania (bandiera)    | A     | Rudi Hübner         |
| 14 | Germania (bandiera)    | C     | Uwe Hesse           |
| 15 | Germania (bandiera)    | D     | Benjamin Maas       |

| N. |                     | Ruolo | Calciatore        |
| -- | ------------------- | ----- | ----------------- |
| 16 | Germania (bandiera) | C     | Burak Bilgin      |
| 17 | Germania (bandiera) | C     | Hanno Behrens     |
| 18 | Germania (bandiera) | C     | Danny Latza       |
| 19 | Germania (bandiera) | C     | Marc Schnier      |
| 20 | Turchia (bandiera)  | D     | Aytaç Sulu        |
| 21 | Polonia (bandiera)  | A     | Kacper Tatara     |
| 22 | Germania (bandiera) | P     | Felix Martini     |
| 23 | Germania (bandiera) | C     | Benjamin Baier    |
| 25 | Germania (bandiera) | C     | Nikola Mladenovic |
| 26 | Germania (bandiera) | D     | Stefan Hickl      |
| 27 | Germania (bandiera) | D     | Benjamin Gorka    |
| 28 | Germania (bandiera) | P     | David Salfeld     |
| 29 | Svezia (bandiera)   | A     | Freddy Borg       |

## Organigramma societario
Area tecnica
- Allenatore: Dirk Schuster
- Allenatore in seconda: Sascha Franz
- Preparatore dei portieri: Dimo Wache
- Preparatori atletici: Frank Steinmetz

## Calciomercato

### Sessione estiva
| Acquisti | Acquisti            | Acquisti                 | Acquisti |
| R.       | Nome                | da                       | Modalità |
| -------- | ------------------- | ------------------------ | -------- |
| A        | Kacper Tatara       | Chojniczanka Chojnice    |          |
| A        | Uğur Albayrak       | Eintracht Francoforte II |          |
| C        | Hanno Behrens       | Amburgo                  |          |
| C        | Elton da Costa      | Kickers Offenbach        |          |
| C        | Musa Karli          | SV Wilhelmshaven         |          |
| D        | Benjamin Maas       | Greuther Fürth II        |          |
| P        | Felix Martini       | Darmstadt U19            |          |
| C        | Marc Schnier        | Borussia Dortmund II     |          |
| D        | Michael Stegmayer   | Unterhaching             |          |
| C        | Sebastian Zielinsky | Wacker Burghausen        |          |

| Cessioni | Cessioni              | Cessioni            | Cessioni |
| R.       | Nome                  | a                   | Modalità |
| -------- | --------------------- | ------------------- | -------- |
| C        | Sascha Amstätter      | Wiesbaden           |          |
| D        | Fouad Brighache       | Eintracht Treviri   |          |
| P        | Thomas Bromma         | Wehen Wiesbaden II  |          |
| D        | Markus Brüdigam       | Vikt. Aschaffenburg |          |
| C        | Jonas Grüter          | Eschborn            |          |
| C        | Matthias Heckenberger | Bayreuth            |          |
| A        | Oliver Heil           | Babelsberg          |          |
| C        | Christopher Hübner    | Wiesbaden           |          |
| A        | Dimitry Imbongo       | N.E. Revolution     |          |

### Sessione invernale
| Acquisti | Acquisti    | Acquisti             | Acquisti |
| R.       | Nome        | da                   | Modalità |
| -------- | ----------- | -------------------- | -------- |
| A        | Freddy Borg | Alemannia Aquisgrana |          |
| D        | Aytaç Sulu  | Altach               |          |

| Cessioni | Cessioni      | Cessioni                 | Cessioni |
| R.       | Nome          | a                        | Modalità |
| -------- | ------------- | ------------------------ | -------- |
| A        | Uğur Albayrak | Eintracht Francoforte II |          |

## Risultati

### 3. Liga

#### Girone di andata
| Darmstadt 21 luglio 2012, ore 14:00 CEST 1ª giornata | Darmstadt | 0 – 0 referto | Unterhaching | Stadion am Böllenfalltor (5 300 spett.)\| Arbitro: \| Kempter \| |
| Arbitro:                                             | Kempter   |               |              |                                                                  |

| Arbitro: | Grudzinski |

|                    |           |  |
| Berzel 31’ Koç 66’ | Marcatori |  |

| Arbitro: | Schmickartz |

|                       |           |              |
| Hesse 18’ Gaebler 74’ | Marcatori | 88’ Bischoff |

| Arbitro: | Siewer |

|                           |           |             |
| Fink 35’ Landeka 38’, 68’ | Marcatori | 89’ Behrens |

| Arbitro: | Göpferich |

|           |           |  |
| Thiel 88’ | Marcatori |  |

| Arbitro: | Alt |

|            |           |               |
| Tatara 22’ | Marcatori | 67’ Quaschner |

| Arbitro: | Cortus |

|            |           |           |
| Janjić 84’ | Marcatori | 37’ Gorka |

| Arbitro: | Dittrich |

|  |           |                                  |
|  | Marcatori | 53’ Schnatterer 64’ Heidenfelder |

| Arbitro: | Fritz |

|                              |           |                             |
| Teixeira-Rebelo 37’ Mast 41’ | Marcatori | 81’ Stegmayer 87’ Zimmerman |

| Arbitro: | Heft |

|                                          |           |             |
| Hesse 16’ Gaebler 69’ (rig.) Behrens 75’ | Marcatori | 51’ Rathgeb |

| Arbitro: | Grudzinski |

|             |           |  |
| Piossek 85’ | Marcatori |  |

| Arbitro: | Steinberg |

|            |           |                                              |
| Tatara 59’ | Marcatori | 35’ (rig.) Burmeister 53’ Testroet 78’ Hille |

| Arbitro: | Storks |

|            |           |            |
| Pozder 61’ | Marcatori | 78’ Tatara |

| Arbitro: | Stein |

|                    |           |                          |
| Gaebler 14’ (rig.) | Marcatori | 54’ Bajner 89’ Benatelli |

| Arbitro: | Beitinger |

|                                       |           |           |
| Eggert 17’ Ziemer 32’ Laux 58’ (rig.) | Marcatori | 33’ Latza |

| Arbitro: | Sippel |

|             |           |  |
| Behrens 45’ | Marcatori |  |

| Arbitro: | Kempter |

|                               |           |  |
| Hennings 73’ Latza 76’ (aut.) | Marcatori |  |

| Arbitro: | Ostheimer |

|  |           |             |
|  | Marcatori | 64’ Drexler |

| Arbitro: | Wingenbach |

|              |           |           |
| Grüttner 90’ | Marcatori | 75’ Latza |

#### Girone di ritorno
| Arbitro: | Sönder |

|                               |           |                   |
| Niederlechner 76’ (rig.), 90’ | Marcatori | 2’, 78’ Zimmerman |

| Darmstadt 13 febbraio 2013, ore 19:00 CET 21ª giornata | Darmstadt | 0 – 0 referto | Babelsberg | Stadion am Böllenfalltor (3 600 spett.)\| Arbitro: \| Thomsen \| |
| Arbitro:                                               | Thomsen   |               |            |                                                                  |

| Arbitro: | Dankert |

|                      |           |  |
| Königs 41’, 71’, 73’ | Marcatori |  |

| Arbitro: | Leicher |

|          |           |             |
| Latza 3’ | Marcatori | 35’ Förster |

| Darmstadt 2 febbraio 2013, ore 14:00 CET 24ª giornata | Darmstadt | 0 – 0 referto | Wacker Burghausen | Stadion am Böllenfalltor (4 100 spett.)\| Arbitro: \| Blos \| |
| Arbitro:                                              | Blos      |               |                   |                                                               |

| Rostock 23 marzo 2013, ore 14:00 CET 25ª giornata | Hansa Rostock | 0 – 0 referto | Darmstadt | DKB-Arena (7 300 spett.)\| Arbitro: \| Gerach \| |
| Arbitro:                                          | Gerach        |               |           |                                                  |

| Arbitro: | Fischer |

|           |           |  |
| Costa 61’ | Marcatori |  |

| Arbitro: | Cortus |

|                                      |           |  |
| Kraus 6’ Titsch-Rivero 72’ Krebs 85’ | Marcatori |  |

| Arbitro: | Schriever |

|          |           |                       |
| Sulu 12’ | Marcatori | 59’ Furuholm 90’ Mast |

| Arbitro: | Heft |

|  |           |                         |
|  | Marcatori | 30’ Zimmerman 72’ Latza |

| Arbitro: | Perl |

|               |           |  |
| Zimmerman 55’ | Marcatori |  |

| Bielefeld 30 marzo 2013, ore 14:00 CET 31ª giornata | Arminia Bielefeld | 0 – 0 referto | Darmstadt | SchücoArena (10 081 spett.)\| Arbitro: \| Stein \| |
| Arbitro:                                            | Stein             |               |           |                                                    |

| Darmstadt 5 aprile 2013, ore 19:00 CEST 32ª giornata | Darmstadt | 0 – 0 referto | Alemannia Aquisgrana | Stadion am Böllenfalltor (5 800 spett.)\| Arbitro: \| Kampka \| |
| Arbitro:                                             | Kampka    |               |                      |                                                                 |

| Arbitro: | Steinberg |

|            |           |  |
| Bajner 56’ | Marcatori |  |

| Arbitro: | Dittrich |

|               |           |                       |
| Steegmann 89’ | Marcatori | 49’ Sökler 64’ Ziemer |

| Arbitro: | Gagelmann |

|  |           |                             |
|  | Marcatori | 36’ Zimmerman 82’ Steegmann |

| Arbitro: | Brych |

|  |           |                |
|  | Marcatori | 89’ Çalhanoğlu |

| Arbitro: | Petersen |

|                       |           |                                             |
| Öztürk 27’ Tunjić 29’ | Marcatori | 5’ Zimmerman 12’, 57’, 87’ (rig.) Steegmann |

| Arbitro: | Perl |

|           |           |                |
| Costa 84’ | Marcatori | 12’ Dicklhuber |

## Statistiche

### Statistiche di squadra
| Competizione | Punti | In casa | In casa | In casa | In casa | In casa | In casa | In trasferta | In trasferta | In trasferta | In trasferta | In trasferta | In trasferta | Totale | Totale | Totale | Totale | Totale | Totale | DR  |
| Competizione | Punti | G       | V       | N       | P       | Gf      | Gs      | G            | V            | N            | P            | Gf           | Gs           | G      | V      | N      | P      | Gf     | Gs     | DR  |
| ------------ | ----- | ------- | ------- | ------- | ------- | ------- | ------- | ------------ | ------------ | ------------ | ------------ | ------------ | ------------ | ------ | ------ | ------ | ------ | ------ | ------ | --- |
| 3. Liga      | 38    | 19      | 5       | 7       | 7       | 15      | 18      | 19           | 3            | 7            | 9            | 17           | 28           | 38     | 8      | 14     | 16     | 32     | 46     | -14 |
| Totale       | 38    | 19      | 5       | 7       | 7       | 15      | 18      | 19           | 3            | 7            | 9            | 17           | 28           | 38     | 8      | 14     | 16     | 32     | 46     | -14 |

### Andamento in campionato
| Giornata  | 1  | 2  | 3  | 4  | 5  | 6  | 7  | 8  | 9  | 10 | 11 | 12 | 13 | 14 | 15 | 16 | 17 | 18 | 19 | 20 | 21 | 22 | 23 | 24 | 25 | 26 | 27 | 28 | 29 | 30 | 31 | 32 | 33 | 34 | 35 | 36 | 37 | 38 |
| --------- | -- | -- | -- | -- | -- | -- | -- | -- | -- | -- | -- | -- | -- | -- | -- | -- | -- | -- | -- | -- | -- | -- | -- | -- | -- | -- | -- | -- | -- | -- | -- | -- | -- | -- | -- | -- | -- | -- |
| Luogo     | C  | T  | C  | T  | T  | C  | T  | C  | T  | C  | T  | C  | T  | C  | T  | C  | T  | C  | T  | T  | C  | T  | C  | C  | T  | C  | T  | C  | T  | C  | T  | C  | T  | C  | T  | C  | T  | C  |
| Risultato | N  | P  | V  | P  | P  | N  | N  | P  | N  | V  | P  | P  | N  | P  | P  | V  | P  | P  | N  | N  | N  | P  | N  | N  | N  | V  | P  | P  | V  | V  | N  | N  | P  | P  | V  | P  | V  | N  |
| Posizione | 11 | 16 | 10 | 13 | 16 | 14 | 15 | 17 | 17 | 16 | 17 | 17 | 16 | 17 | 17 | 17 | 17 | 19 | 19 | 19 | 19 | 19 | 20 | 20 | 19 | 18 | 19 | 19 | 19 | 18 | 18 | 18 | 19 | 19 | 18 | 19 | 18 | 18 |

Legenda:

Luogo: C = Casa; T = Trasferta. Risultato: V = Vittoria; N = Pareggio; P = Sconfitta.

### Statistiche dei giocatori
| U. Albayrak   | 6  | 0 | 0 | 0 |
| B. Baier      | 24 | 0 | 8 | 0 |
| H. Behrens    | 31 | 3 | 6 | 0 |
| C. Beisel     | 19 | 0 | 2 | 0 |
| B. Bilgin     | 2  | 0 | 0 | 0 |
| F. Borg       | 14 | 0 | 2 | 0 |
| E. Costa      | 32 | 2 | 2 | 0 |
| A. Gaebler    | 20 | 3 | 3 | 0 |
| B. Gorka      | 27 | 1 | 2 | 1 |
| U. Hesse      | 33 | 2 | 3 | 1 |
| S. Hickl      | 13 | 0 | 1 | 1 |
| R. Hübner     | 9  | 0 | 3 | 0 |
| C. Islamoglu  | 23 | 0 | 3 | 0 |
| M. Karli      | 4  | 0 | 1 | 0 |
| D. Latza      | 37 | 4 | 9 | 0 |
| B. Maas       | 8  | 0 | 0 | 0 |
| F. Martini    | 0  | 0 | 0 | 0 |
| N. Mladenovic | 1  | 0 | 0 | 0 |
| J. Ratei      | 7  | 0 | 2 | 0 |
| D. Salfeld    | 0  | 0 | 0 | 0 |
| M. Schnier    | 8  | 0 | 3 | 0 |
| M. Steegmann  | 27 | 5 | 4 | 0 |
| M. Stegmayer  | 38 | 1 | 4 | 0 |
| A. Sulu       | 17 | 1 | 2 | 0 |
| K. Tatara     | 17 | 3 | 1 | 0 |
| S. Zielinsky  | 33 | 0 | 5 | 0 |
| P. Zimmerman  | 36 | 7 | 4 | 0 |
| J. Zimmermann | 37 | 0 | 2 | 0 |